# Jules Piet
Jules Piet, né le 3 mars 1837 à Paris où il est mort le 17 juin 1918, est un chef d'entreprise français.

## Biographie
Il est né du notaire parisien Philippe Piet (1797-1858) et de Françoise Libour (Marseille 1806-1881).
Élève à l'École centrale Paris, il obtient son diplôme d'ingénieur civil en mécanique le 20 aout 1860.
En 1861, il entre comme ingénieur dans la société Bouillon Muller et Cie qui deviendra ensuite la Société Bouillon Piet Bellan et Cie, puis Piet Bellan et Cie et enfin en 1876 après la démission de Bellan et la nomination de Jules Piet comme gérant unique la société Piet & cie.
Il épouse Thérèse Amélie Touzin (1850-1901), fille de Louis Touzin (1818-1878) et de Cécile Pauline Mozin (1830-1850), fille aînée du peintre Charles Mozin, le 24 novembre 1868 à Paris 3e. le couple aura 4 enfants dont l'aîné, Fernand Piet, sera artiste peintre.
- Membre du jury de l'Exposition universelle de Paris de 1889.
- Président du jury de Exposition universelle de 1900.
- Chevalier de l'Ordre national de la Légion d'honneur le 16 novembre 1900, après une carrière consacrée au développement de l'hygiène et du chauffage collectif.

## Réalisations
De 1861 à 1900 :
- Installation des bains et buanderies des hôpitaux de Paris
- Installation de tous les asiles nationaux
- installation cuisine à vapeur, Centre hospitalier Sainte-Anne, Hôtel-Dieu de Paris, Hôpital Tenon
- Réorganisation des services hygiéniques des asiles nationaux de Vincennes et du Vezinet

Pour le Ministère de la Marine:équipements des navires
- La Renommée
- L'Orne
- L'Annamite
- Le Mytho ( Armorique (navire) )
- La Loire
- Le Calédonien

Chez des particuliers :
- Georges Hachette au Plessis-Piquet
- Gaston Menier à Noisiel
- Henri d'Orléans, duc d'Aumale, au domaine de Chantilly
- Edmond de Rothschild au domaine de Ferrières
- Alphonse de Rothschild au château d'Armainvilliers

## Récompenses
- De 1861 à 1866 : 9 médailles d'or, 10 d'argent dans diverses expositions.
- 1867 : exposition universelle Paris, 2 médailles d'argent
- 1869 : exposition universelle d'Amsterdam, 1 médaille d'or
- 1875 : exposition universelle Paris ,2 médailles d'or